# Avena sativa subsp. macrantha
Avena sativa subsp. macrantha é uma subespécie de planta com flor pertencente à família Poaceae. 
A autoridade científica da subespécie é (Hack.) Rocha Afonso, tendo sido publicada em Botanical Journal of the Linnean Society 76(4): 359. 1978.
Os seus nomes comuns são aveia, aveia-doida, aveia-nua, balanco, balanco-maior, balanquinho ou rabo-de-galo.

## Portugal
Trata-se de uma subespécie presente no território português, nomeadamente em Portugal Continental.
Em termos de naturalidade é introduzida na região atrás indicada.

## Protecção
Não se encontra protegida por legislação portuguesa ou da Comunidade Europeia.